# Flüchtlingsprojekt Ute Bock
Das Flüchtlingsprojekt Ute Bock ist ein gemeinnütziger, nicht gewinnorientierter Verein für Flüchtlingshilfe in Wien. Der Arbeitsfokus liegt auf der Beratung und Betreuung in Wien lebender und meist obdachloser Asylwerber und anderer hilfsbedürftiger Flüchtlinge.

## Geschichte

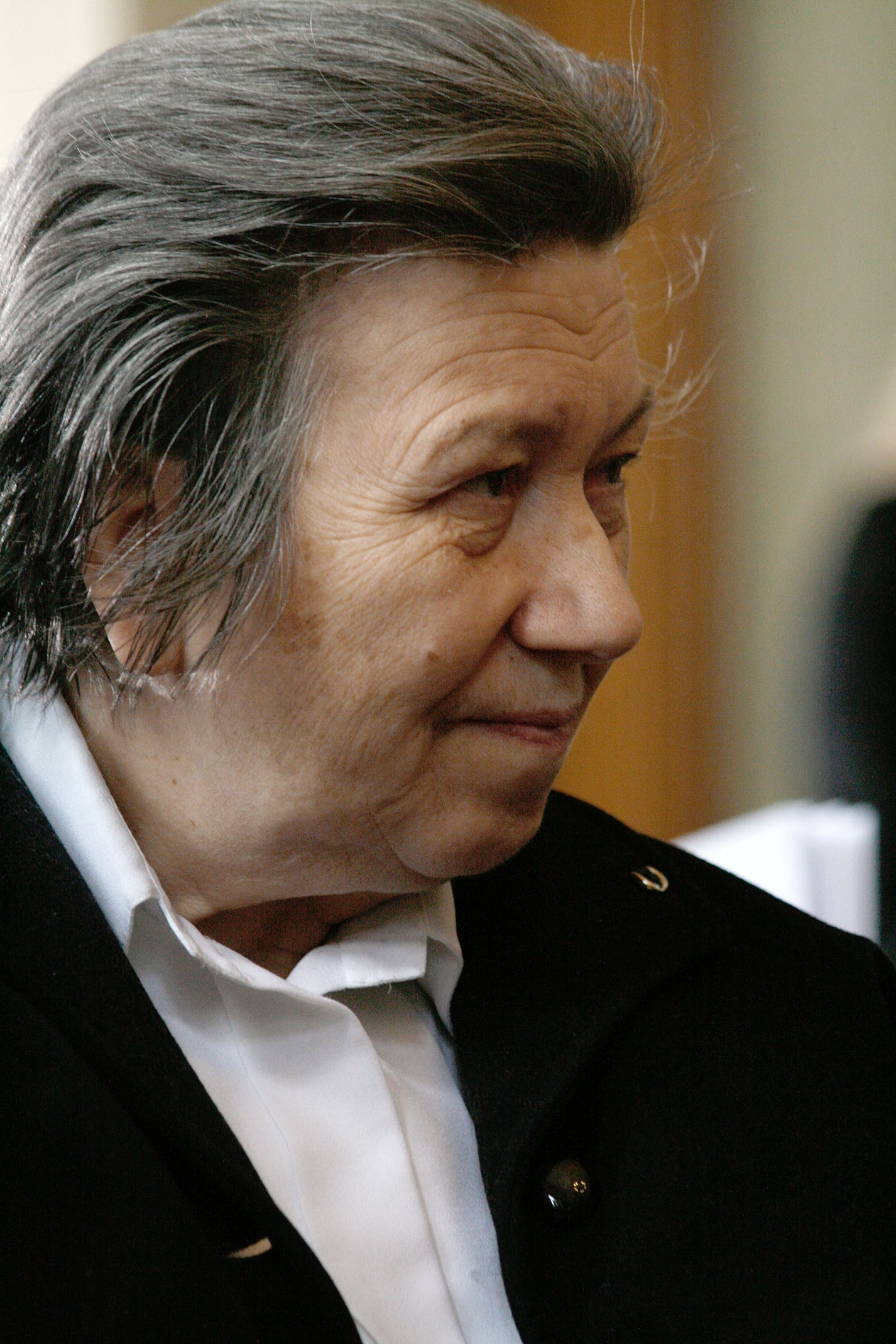
Projektgründerin Ute Bock (2011)

Das Flüchtlingsprojekt wurde am 21. Mai 2002 von der Sozialarbeiterin Ute Bock als Ute Bock Verein – Wohn- und Integrationsprojekt zur Unterstützung von Flüchtlingen gegründet. Zwei Jahre zuvor war Ute Bock als Sozialarbeiterin in Pension gegangen und hatte sich ab diesem Zeitpunkt ehrenamtlich ständig um das von ihr initiierte Hilfsprojekt für Flüchtlinge und Asylwerber gekümmert.
Das Selbstverständnis des Vereines basiert auf vier Grundsätzen: Er ist konfessionell und parteipolitisch unabhängig, will die Rechte und Kompetenzen von Flüchtlingen stärken (Empowerment), tritt für die Bekämpfung aller Formen von Rassismus und Diskriminierung ein und bietet seinen Klienten einen niederschwelligen Zugang zu Hilfsleistungen. Bald entstanden rund um den Verein verschiedene Initiativen, um Spenden zu lukrieren. 2003 gab es in 70 Wiener Lokalen die Aktion „Bock auf Bier“ (2007 als „Bock auf Bier reloaded“ wiederholt), bei der ein Aufschlag von 10 Cent auf den Bierpreis zweckgebunden an den Verein ging. Ebenfalls 2003 fand erstmals die seither jährlich wiederholte Veranstaltungsreihe „Bock auf Kultur“ mit zahlreichen Benefizkonzerten und -lesungen und weiteren Aktionen bekannter Kulturschaffender statt. In Oberösterreich veranstaltete der Kulturverein Sozialforum Freiwerk über mehrere Jahre das Benefiz-Kulturfestival „Bock Ma's“, in Wien organisieren die Fans des Wiener Sportclub jedes Jahr das Fußballturnier "Ute-Bock-Cup".
Unterstützt von einem Netzwerk überwiegend ehrenamtlicher Helfer organisierte Bock nun private Wohngemeinschaften und Familienwohnungen, die sie mit Hilfe von Spenden und aus eigener Tasche finanzierte und betreute. In ihrem Wohnprojekt stellte sie bald rund 100 Wohnungen für über 300 Menschen aus mehr als 20 Ländern bereit, die, ohne Unterstützung von staatlicher Seite, ansonsten obdachlos wären. Zum Konzept gehört auch, den Bewohnern „das Gefühl zu vermitteln, nach einer oft langen Zeit der Flucht und Unterbringung in Flüchtlingslagern und -heimen wieder in eigenen vier Wänden leben zu können“. Weitere rund 1000 obdachlose Asylwerber haben im Rahmen eines Post- und Meldeservices ihre Zustelladresse, eine Voraussetzung etwa für den Schriftverkehr mit Behördenstellen, beim Verein Ute Bock. Daneben hilft der Verein, auch in Kooperation mit NGOs, juristische Beratungen für die Flüchtlinge zu organisieren, betreibt eine kostenlose Kleidungsausgabe und vermittelt im Rahmen eines Bildungsprogrammes verschiedene Kurse (Deutsch, Alphabetisierung, Informationskompetenz u. a.).
2005 bekam der Verein, gefördert vom Fonds Soziales Wien des Magistrats der Stadt Wien, erstmals ein eigenes Büro. Mit Unterstützung auch mehrerer Unternehmen (bene, GEA u. a.), die als Sponsoren Sachspenden bereitstellten, wurde Anfang 2006 ein Beratungszentrum in der Großen Sperlgasse im 2. Wiener Gemeindebezirk eingerichtet. 2008 stand Bocks Verein finanziell vor dem Aus, wurde aber von dem  Unternehmer Hans Peter Haselsteiner substantiell unterstützt. Haselsteiner kaufte über seine Privatstiftung Concordia auch 2011 das Gebäude des ehemaligen Gesellenheimes in der Zohmanngasse im 10. Wiener Gemeindebezirk von der Stadt Wien und finanzierte Renovierung und Umbau, um es Bocks Verein als Wohnheim zur Verfügung zu stellen. Im Mai 2012 bezog der Verein das neue "Ute Bock Haus" mit Wohnraum für rund 70 Flüchtlinge und Platz für Beratungseinrichtungen, wo Bock zuletzt in einer kleinen Wohnung lebte. Den Mitarbeitern des Vereines dient es als Bürogebäude.
Ende 2012 kündigte der Immobilien-Unternehmer Hans Jörg Ulreich die seit 2005 bestehende Zusammenarbeit mit Bock auf, weil die von ihm durch Prekariumsvertrag zur Verfügung gestellten Wohnungen vom Verein unbefristet an die dort Untergebrachten untervermietet wurden. Der Fonds Soziales Wien stellte auf Grund der Kurier-Artikel darüber kurzfristig die Mietzuschüsse an das Wohnprojekt ein, setzte aber nach einer Überprüfung des Sachverhalts die Zusammenarbeit mit dem Verein wieder fort, weil kein Missbrauch der Gelder vorlag.
2014 trat die Gründerin Bock gesundheitsbedingt kürzer, weshalb der Verein seither mit einem Rückgang der Spendengelder kämpft. Am 19. Jänner 2018 verstarb Bock in Wien.

## Aufbau und Mitarbeiter
Der Vorstand des Vereins besteht aus fünf Mitgliedern, wurde von Ute Bock geleitet und übt seine Funktion ehrenamtlich aus. 2016 waren insgesamt 20 Hauptberufliche, 6 Zivildienstleistende, 30 ehrenamtliche Trainer und über 80 ehrenamtliche Mitarbeiter im Flüchtlingsprojekt tätig. Der Verein wird vor allem durch private Spendengelder, Sponsoren und Preisgelder finanziert. Förderungen bekommt er vom Bundesministerium für Inneres (Zivildienststellen) sowie vom Fonds Soziales Wien (Beratungsstelle).

## Tätigkeit
2015 lebten rund 250 Menschen aus 39 Ländern in 60 externen Wohnungen und 70 Einzelzimmern des Ute Bock Hauses im 10. Wiener Gemeindebezirk und 700 Menschen waren beim Post- und Meldeservice über den Verein registriert. Zusätzlich diesem Wohnprojekt bietet der Verein diverse Ausbildungs- und Beratungsangebote. Weiters organisiert er die Vermittlung von Deutschkursen und anderen Ausbildungen. Zusätzlich unterhält das Flüchtlingsprojekt ein Post- und Meldeservice, um den Flüchtlingen eine geordnete Kontaktaufnahme mit den Behörden zu ermöglichen.